# انحلال الأشواك
انحلال الأشواك (بالإنجليزية: Acantholysis)‏ هو فقدان الارتباط بين الخلايا مثل الجسيمات الرابطة مما يتسبب بفقدان الالتصاق بين الخلايا الكيراتينية كما يظهر في مرض الفقاع الشائع. هذه الحالة غير موجودة في الفقعان الفقاعي مما يجعله مفيدا في التشخيص التفريقي.
يمكن ملاحظة هذه الحالة النسيجية في عدوى الهربس وعدوى فيروس جدري الماء النطاقي (الهربس النطاقي وجدري الماء).